# Vicenç Riera i Llorca
Vicenç Riera i Llorca (1903, Barcelona - 1991, Pineda de Mar) byl katalánský novinář a spisovatel.
Po skončení občanské války žil v exilu; v Dominikánské republice a pak v Mexiku. V posledně jmenovaném státě byl zveřejněn v roce 1946 jeho nejslavnější román Tots tres surten per l'Ozama. Tato kniha je kronikou dobrodružství exilových Katalánců v Americe. Vláda Katalánska mu udělila kříž svatého Jiří v roce 1985.
Před občanskou válkou pracoval jako karikaturista publikací L'Esquella de la Torratxa a La Rambla. V Mexiku přispíval do časopisu Don Timorato. Jako novinář pracoval s novinami: Justícia Social, L'Opinió, La Rambla, La Campana de Gràcia (před válkou) a Full català (Mexiko), La Nostra Revista (Mexiko), Pont Blau (Mexiko), Ressorgiment (Buenos Aires), Catalunya (Buenos Aires), Germanor (Santiago de Chile), Quaderns de l'exili (Mexiko), El Poble Català (Mexiko), Lletres (Mexiko), Veu Catalana (Mexiko), El Pont (Barcelona).

## Dílo
- 1946 Tots tres surten per l'Ozama
- 1946 Giovanna i altres contes
- 1968 Roda de malcontents
- 1970 Joc de xocs
- 1970 Amb permís de l'enterramorts
- 1972 Fes memòria, Bel
- 1972 Oh, mala bèstia!
- 1974 Què vols, Xavier?
- 1976 Canvi de via
- 1979 Plou sobre mullat
- 1979 Això aviat farà figa
- 1984 Torna, Ramon
- 1985 Tira cap on puguis
- 1987 Tornar o no tornar
- 1991 Estiu a Pineda
- 1995 Georgette i altres contes

literatura faktu
- 1955 Catalunya en la Corona d'Aragó
- 1971 Nou obstinats
- 1979 El meu pas pel temps
- 1993 Epistolari Joan Fuster-Vicenç Riera Llorca
- 1994 Els exiliats catalans a Mèxic